# Leis incas
As Leis Incas eram fundamentadas nos pilares de Não ser Preguiçoso (Ama Kella), Não Mentir (Ama Lulla) e Não Roubar (Ama Súa). As punições geralmente envolviam dor e sofrimento, e o medo causado por elas desencorajavam qualquer infração. Toda vez que uma nova lei era passada, eram enviados mensageiros que iam de aldeia em aldeia explicar as novas leis..